# 英格蘭獨立運動

紅色部分是英格蘭，粉色部分是英國其他地區

英格蘭獨立運動（英語：English independence）是指爭取英格蘭從英國獨立的運動。英格蘭獨立被視為是解決西洛錫安問題的方法之一。有一些小型政黨支持英格蘭獨立，但英國所有主要全國性政黨均支持英國統一，並反對變更英格蘭的憲法地位。蘇格蘭獨立運動仍被視為是英國最主要的獨立運動。北愛爾蘭地位問題則是英國政治另一敏感話題。威爾斯獨立運動在近年亦有成長。